# دون بوسكو (كاتب)
دون بوسكو (بالإنجليزية: Don Bosco)‏ هو كاتب سنغافوري، ولد في 1 يونيو 1971 في سنغافورة.